# Загоризонтный радиолокатор

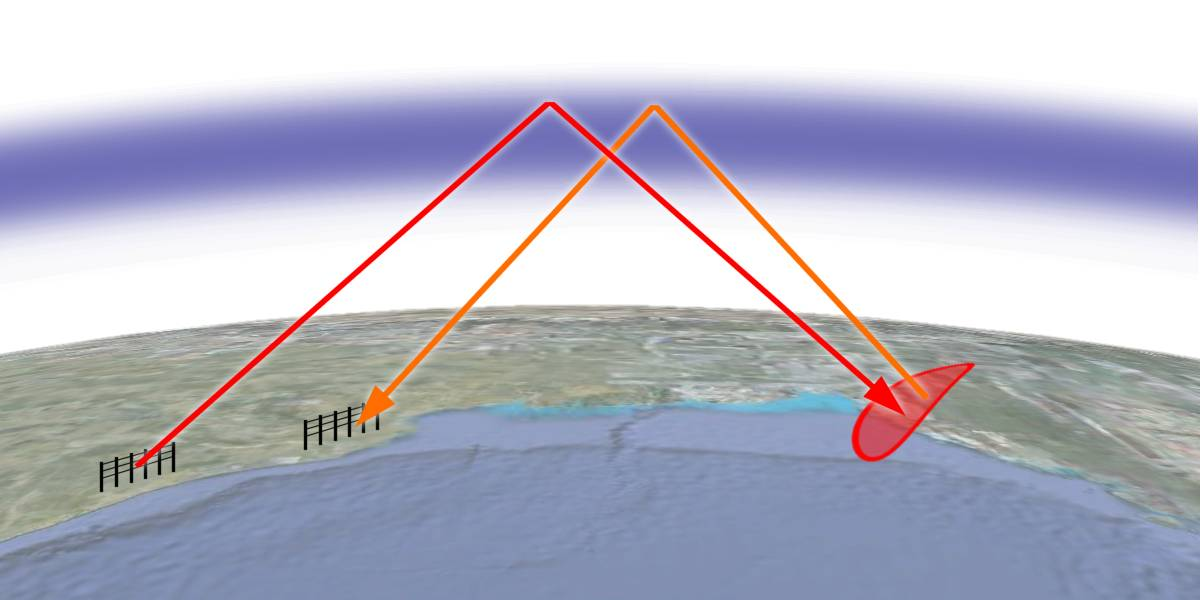
Принцип действия загоризонтных радиолокаторов OTH-B. Схематично изображено ионосферное отражение лучей от ионосферы (области земной атмосферы на высотах 60-150 км).

Загоризо́нтная радиолокационная станция (ЗГРЛС; англ. Over-the-horizon radar, OTHR) — радиолокационная станция, осуществляющая наблюдение воздушного пространства на больших расстояниях, вплоть до тысяч км («за горизонтом»). Несколько систем ЗГРЛС были созданы в 1950-е — 1960-е годы как часть систем предупреждения о ракетном нападении (СПРН).

## Технология
Радиоволны УКВ и СВЧ диапазонов, пригодных для радиолокации, неспособны огибать за счёт дифракции кривизну поверхности планеты. Из-за этого радиус действия классических радиолокационных станций (РЛС) ограничен радиогоризонтом (такие РЛС иногда называют надгоризонтными). Например, для радара, установленного на мачте высотой 10 метров, горизонт составляет около 13 км (с учётом рефракции атмосферы). Для целей, находящихся на некоторой высоте над поверхностью земли, радиус радара увеличивается; например, цель, находящаяся на высоте 10 метров, будет обнаружена тем же радаром на расстоянии около 26 км. На практике наземные надгоризонтные РЛС проектируют для обнаружения атмосферных целей на расстояниях не более нескольких сотен километров. Загоризонтные радары используют несколько технологий для обнаружения целей за радиогоризонтом, что делает их применение особенно эффективным в роли РЛС системы предупреждения о ракетном нападении.

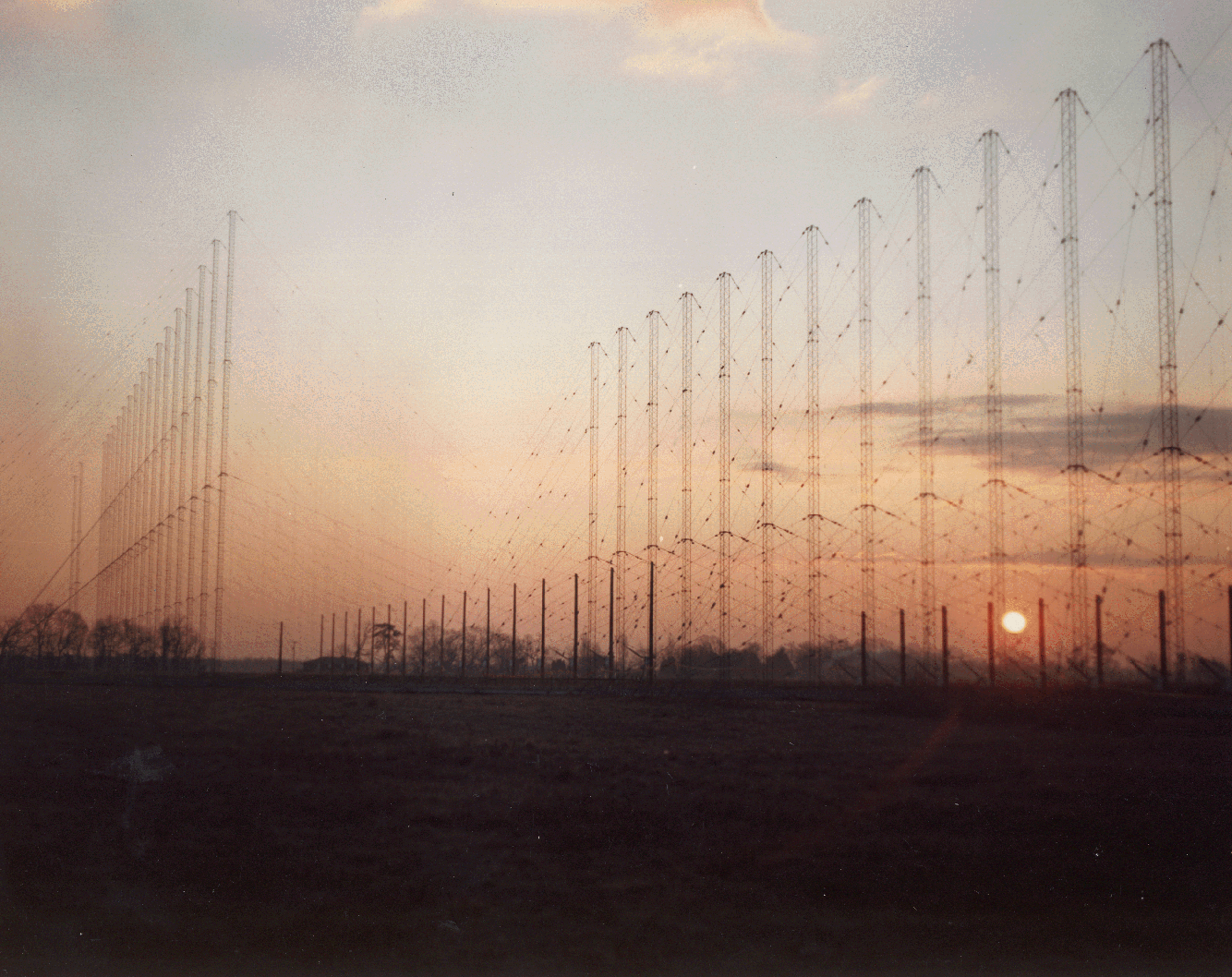
Радиолокационная станция ВМС США «Relocatable Over-the-Horizon Radar» (ROTHR)

Чаще всего загоризонтные радиолокаторы используют эффект отражения коротких радиоволн (от 3 до 30 МГц; декаметровые волны) от ионосферы. Такие радиолокаторы называются ЗГ РЛС пространственной волны. Для заданных условий атмосферы часть радиосигналов, излучённых в ионосферу, испытывает отражение и изменяет направление. Достигнув земли, отражённые радиосигналы рассеиваются, при этом их малая доля может аналогичным образом отразиться от ионосферы и вернуться к РЛС. В зависимости от состояния атмосферы лишь часть диапазона коротких волн будет испытывать отражение, поэтому для ЗГ РЛС требуется постоянный мониторинг состояния ионосферы и подстройка частот. Из-за значительных потерь сигнала при распространении ЗГ РЛС практически не развивались до 1960-х, когда начали производиться серийные малошумящие усилители. Также возникает проблема «мёртвых зон», из-за которых ЗГ РЛС неэффективны на небольших расстояниях.
Поскольку сигнал, отражённый от поверхности (земли или воды), значительно мощнее, чем сигнал, отражённый от цели, в ЗГ РЛС применяются системы, позволяющие выделять полезный сигнал. Наиболее простые системы используют эффект Доплера, при котором движущийся объект изменяет частоту отражённых радиоволн. Фильтрацией полученного сигнала с оригинальной частотой в РЛС возможно выделение подвижных целей. Такой принцип используется практически во всех РЛС (в том числе надгоризонтных), но в случае загоризонтной радиолокации он значительно усложнён из-за движения самой ионосферы.
Иногда применяется «многоскачковая» загоризонтная радиолокация, при которой радиосигнал несколько раз отражается от ионосферы и земли.
Также существуют ЗГ РЛС, использующие эффект поверхностной электромагнитной волны (ПЭВ, ground wave), которая распространяется вдоль поверхности воды на расстояниях до 200—400 км. Такие РЛС работают на частотах от 3 до 18 МГц и часто выполняются в виде бистатического радара. Применяются для контроля прибрежных районов, в том числе 200-мильных эксклюзивных экономических зон, а также для изучения метеорологической обстановки.

## История
В 1946 году советский учёный и конструктор Николай Кабанов предложил идею раннего (загоризонтного) обнаружения самолётов в диапазоне коротких волн на удалении до 3000 километров. Он обнаружил, что зондирующие лучи при длине волны 10-100 м способны, отразившись от ионосферы, облучить цель и возвратиться по тому же пути к РЛС.
Сейчас в России есть два основных предприятия, разрабатывающих ЗГРЛС: Научно-исследовательский институт дальней радиосвязи (НИИДАР) и Научно-исследовательский институт радиофизики им. А. А. Расплетина НИИ РФ (ныне ОАО «Радиофизика»).

## В СССР/России
- Дуга (РЛС; с 1980; 3 экз.) — эксплуатация закончилась в 1986, 1989 и 1991 годах.
- Телец (250 км; 1999)
- Волна (3000 км; с начала 90-х)
- Подсолнух (450 км; с начала 2000-х; радар поверхностной волны)
- Лагуна (Береговая РЛС, радар поверхностной волны[5])
- 29Б6 «Контейнер» (3000 км, ОАО "НПК «НИИДАР» с 2013) Они работают с увеличенным углом обзора и одновременно могут сопровождать тысячи объектов.[6][7]. Первый образец «Контейнера» встал на боевое дежурство в 2019 г. и работает в западном направлении; передающая часть станции расположена в Нижегородской области, а приемная — в Мордовии, где раскинуто поле из почти 150 тридцатиметровых антенн[8]. Всего планируется развернуть четыре таких РЛС: на западе, на востоке, а также для северо-западного и южного направлений[9]. 11 апреля 2024 года ВСУ предприняли атаку на РЛС с помощью беспилотников[10].
- Резонанс (г.к Алебастров В.А)
- 72Д6 (г.к. Ефстратов Ф. Ф.)
- 12Ж6П (ОАО «НПК НИИДАР» с 2011 г. главный конструктор д.т. н., профессор Калинин Ю.К . Опытно-конструкторская работа «Многочастотная полуактивная радиолокационная станция обнаружения воздушных объектов в диапазоне коротких волн» (шифр «Параллакс»). Расположение Калининградская область
- 108Ж6

## В США
- WARF (Wide Aperture Research Facility)
- MADRE (Magnetic-Drum Radar Equipment)
- ROTHR (Relocatable Over-the-Horizon Radar)
- WACS (White Alice Communications System) — система загоризонтной связи.

## В Австралии
- JORN (Jindalee Operational Radar Network[англ.])